# البينيتيات
البينيتيات (الاسم العلمي: Bennettitales)، (تُعرف أيضًا باسم السيكاديويات (الاسم العلمي: cycadeoids))، وهي رتبة منقرضة من النباتات البذرية، وقد ظهرت لأول مرة في العصر البرمي ثم انقرضت في معظم المناطق عند حلول نهاية العصر الطباشيري (أي أنها كانت موجودة منذ حوالي 252 إلى 66 مليون سنة)، إلا أن بعض البينيتيات يبدو أنها قد نجت في العصر الأوليغوسيني في تاسمانيا وشرق أستراليا. تتكون الأصنوفة من مجموعتين: السيكادياوية [الإنجليزية]، ممثلة في السيكاديو [الإنجليزية] و«المونانثيسيا» (Monanthesia)، و"الويليمسونية [الإنجليزية]" وتشمل «الويليمسونيا»، و«الويليمسونيلا» (Williamsoniella)، و«الويلاندلا» (Wielandella) و«النبات الجاف» (Ischnophyton)التي لها جذوع رفيعة متفرعة ملتوية، وتكون إما ثنائية أو أحادية الأبواغ.